# NOS Live
De NOS-app op SmartTV's en STB's (voorheen NOS Live) is een app van de NOS op WebOS, TizenOS, AndroidTV en de STB van Ziggo. Met deze dienst kan men rechtstreeks kĳken naar belangrĳke gebeurtenissen, sportevenementen en een aantal televisie-uitzendingen van de NOS. 
Al geruime tĳd levert de NOS livestreams via nos.nl, zoals tijdens de Olympische Winterspelen van 2014. NOS Live is officieel van start gegaan op 4 juni 2024 als een applicatie voor smarttelevisies en tv-setupboxen. In juli 2025 heeft deze app een rebranding ondergaan en staat sindsdien als NOS-app (gelijknamig met de nieuws-app op iOS en Android) op de SmartTV's en STB's. Ook kan men bij kabelmaatschappĳ Ziggo de applicatie benaderen door naar kanaal 160 te zappen. Dit platform opereert buiten NPO Start. Een gedeelte van het aanbod is namelijk niet beschikbaar op het platform van de NPO. NOS Live gebruikt tevens een andere player dan NPO Start. Wie geen Smart TV heeft kan de NOS-app gebruiken om de streams vanaf een smartphone of tablet op de TV te bekijken via een chromecast of Apple TV.

## Aanbod
Het aanbod van livestreams is gelijk aan wat er op nos.nl en in de NOS-app wordt aangeboden. De redactie van NOS Sport houdt in een artikel bĳ welke sporten er de komende tĳd te zien zĳn. Tevens leveren de redacties van NOS Nieuws (m.u.v. NOS Stories en NOS op 3), NOS Evenementen en Nieuwsuur content aan.
Bĳ livestreams worden hoogtepunten of onderwerpen handmatig gecureerd als Momenten, waar de gebruiker snel naartoe kan navigeren. De kwaliteit van het aanbod is maximaal HD-kwaliteit met tweesporig audio met een bandbreedte van 3,5 Mb/s.